# Герб Агуаскальєнтесу
Герб Вільної та Суверенної Держави Агуаскальєнтес — геральдичний символ Агуаскальєнтеса. Він був розроблений Бернабе Баллестеросом і прийнятий 1946 року.

## Опис
Нижче він своїми словами пояснює значення щита:
Саме тому я не міг не включити головною фігурою, очолюницю, покровительку Агуаскальєнтеса, Богородицю Успіння, як описано в Євангелії; перенесену ангелами на небо; цим я символізую заснування Вілли, і згадую Королівську хартію Філіпа II. Фонтаном з вогнем під ним я також підкреслюю головну характеристику території: її гарячі води, адже не тільки в столиці, але й у всій державі є численні джерела, які переходять від окропу до приємної для людського тіла температури.

Ланцюг, що наполовину оточує рот, символізує свободу і появу держави, адже якби не жертва доньї Марії Луїзи Фернандес Вілья де Гарсія Рохас, Агуаскальєнтес, можливо, не навернувся б до незалежного життя. Я вирішив зобразити його саме так, оскільки в геральдиці ланцюг у колі означає гноблення, рабство і порушену або неповну свободу. Рот уособлює донью Луїзу та її благородний вчинок.

Я не міг забути про особливості території, її гарне сільське господарство, завдяки системі гребель, які сягають найвіддаленіших часів колонії, і саме тому я включив її в герб, розмістивши на ньому виноградне гроно, як тому, що воно виражає достаток, обумовлений працею людини, так і для того, щоб символізувати пробудження нової виноробної індустрії Пабелону.

Нарешті, зубчасте колесо - це топоніміка індустріального Агуаскальєнтеса з його великими майстернями, серед яких і залізнична, яка почала прокладатися 17 серпня 1898 року, поклавши початок механізованій праці в круглому будинку, механічній майстерні, моторній, ковальській та столярній майстернях у перший день цього XX століття. 1918 року тут з'явився перший і єдиний в країні локомотив, а 1944 року - перші вагони типу «каботаж».

Бджола в шестерні, уособлює впорядковану і методичну роботу, постійну і прогресивну, як в промисловості, так і в сільському господарстві, завдяки благородним зусиллям її дітей.

Кордон має красивий і символічний девіз, який завдяки вченому історику професору Дону Алехандро Топете дель Валле, який досяг успіху в цьому відношенні, звучить так: BONA TERRA, BONA GENS.-AQUA CLARA, CLARUM CŒLUM. У перекладі це означає «Добра земля, добрі люди, чиста вода і чисте небо».

Я розмістив на гербі лицарський шолом, щоб представити засновника Вілли, дона Хуана де Монторо, оскільки, не будучи ним, він був інвестований як капітан; і весь намет геральдично прикрашаю герб, оточуючи його майже до основи, листям аканта, розгортаючи його симетрично, також відповідно до прогресу та розвитку, який мав Агуаскальєнтес, безсумнівно, завдяки одинадцятьом засновникам, які супроводжували Монторо.